# Кот, Пьер Огюст
Пьер Огю́ст Кот (фр. Pierre Auguste Cot; 17 февраля 1837, Бедарье, Лангедок — Руссильон — 2 августа 1883, Париж) — французский живописец академического направления.

## Биография
Пьер Огюст Кот учился живописи в Школе изящных искусств в Тулузе, затем продолжил обучение в парижской Школе изящных искусств. Его учителями были Леон Конье, Александр Кабанель и Адольф Вильям Бугро.
В 1863 году впервые выставил свои произведения в Парижском салоне. Его картины, в основном портреты и композиции на мифологические сюжеты приобрели популярность в конце 1870-х годов. Художник стал членом жюри Парижского салона и Римской премии. Он пользовался покровительством скульптора Франциска Дюре, на дочери которого, Жюльетте Дюре, он женился. Работал вместе с Вильямом Бугро. Он был удостоен множества наград и медалей. В 1874 году был произведен в кавалеры ордена Почётного легиона.
Пьер Огюст Кот скончался в Париже в 1883 году. Похоронен на кладбище Пер-Лашез. Произведения Пьера Огюста Кота хранятся в коллекциях многих музеев мира, в том числе: в Музее Фабра (Монпелье, Франция), Wolverhampton Art Gallery (Вулвергемптон, Англия), Метрополитен-музей (Нью-Йорк), Chi Mei Museum (Тайнань, Тайвань).
Среди его учениц были Эллен Хейл и Анна Элизабет Клюмпке.

## Галерея

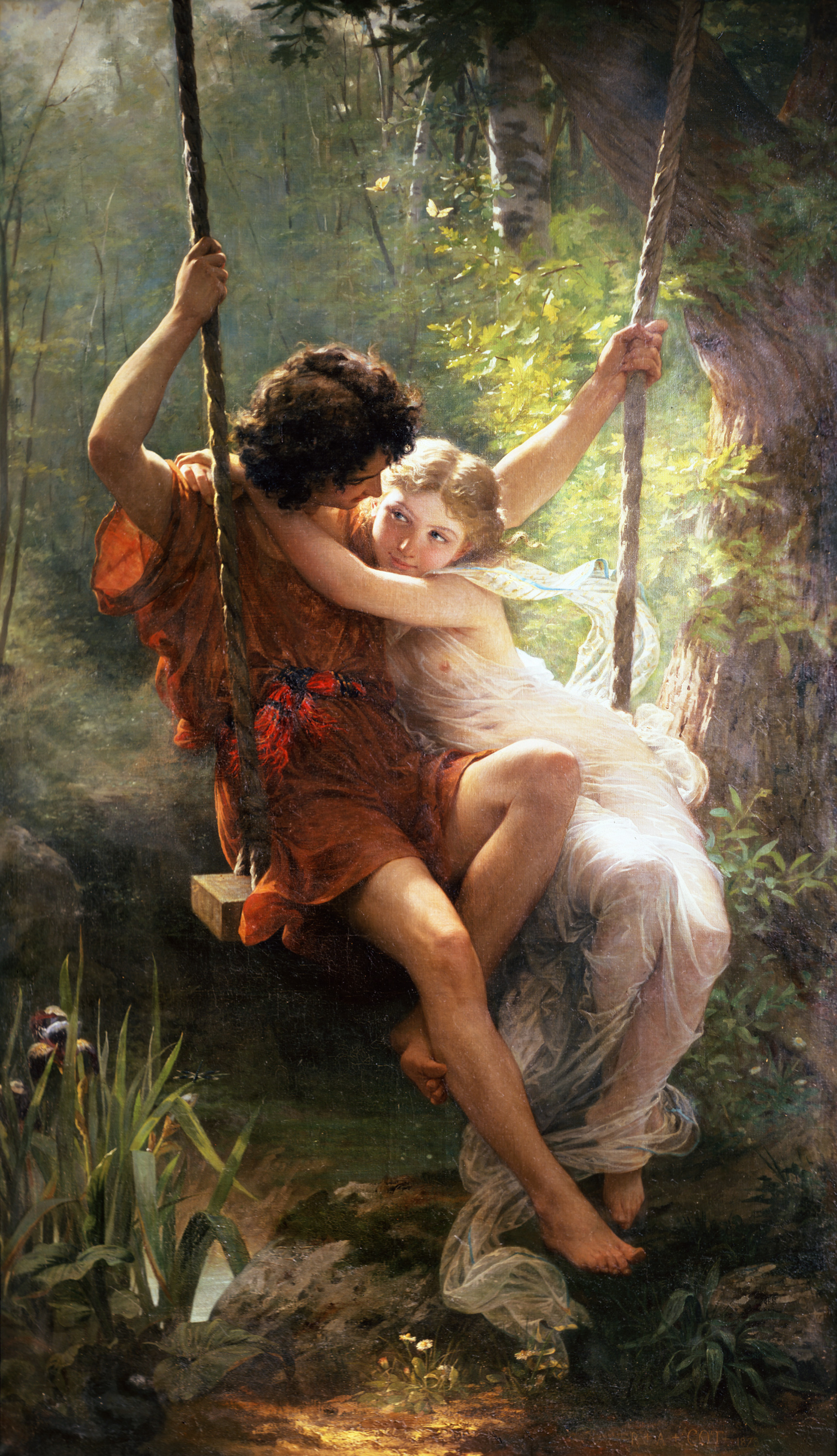
Весна. 1873. Холст, масло. Метрополитен-музей, Нью-Йорк
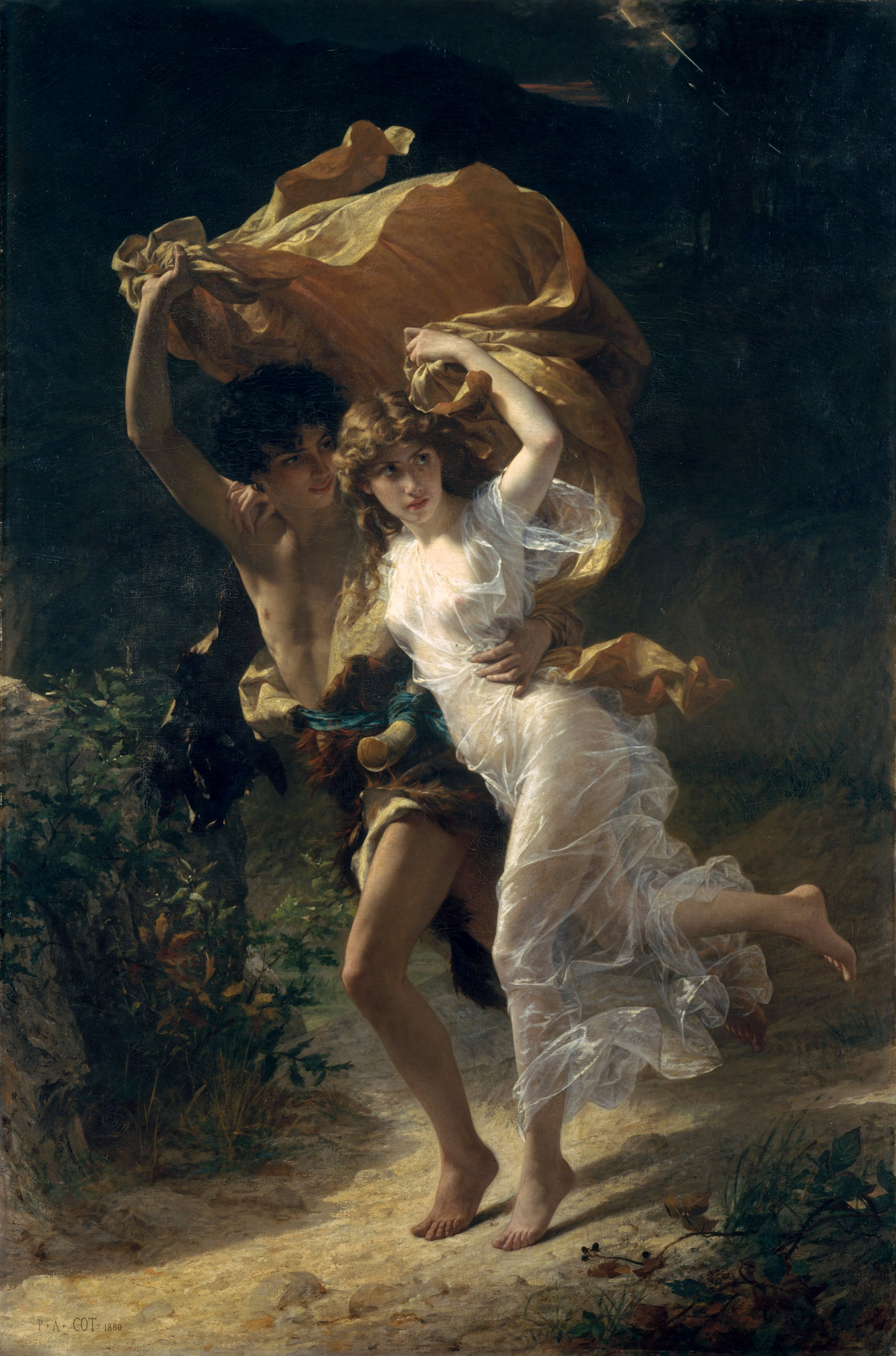
Буря. 1880. Холст, масло. Метрополитен-музей, Нью-Йорк
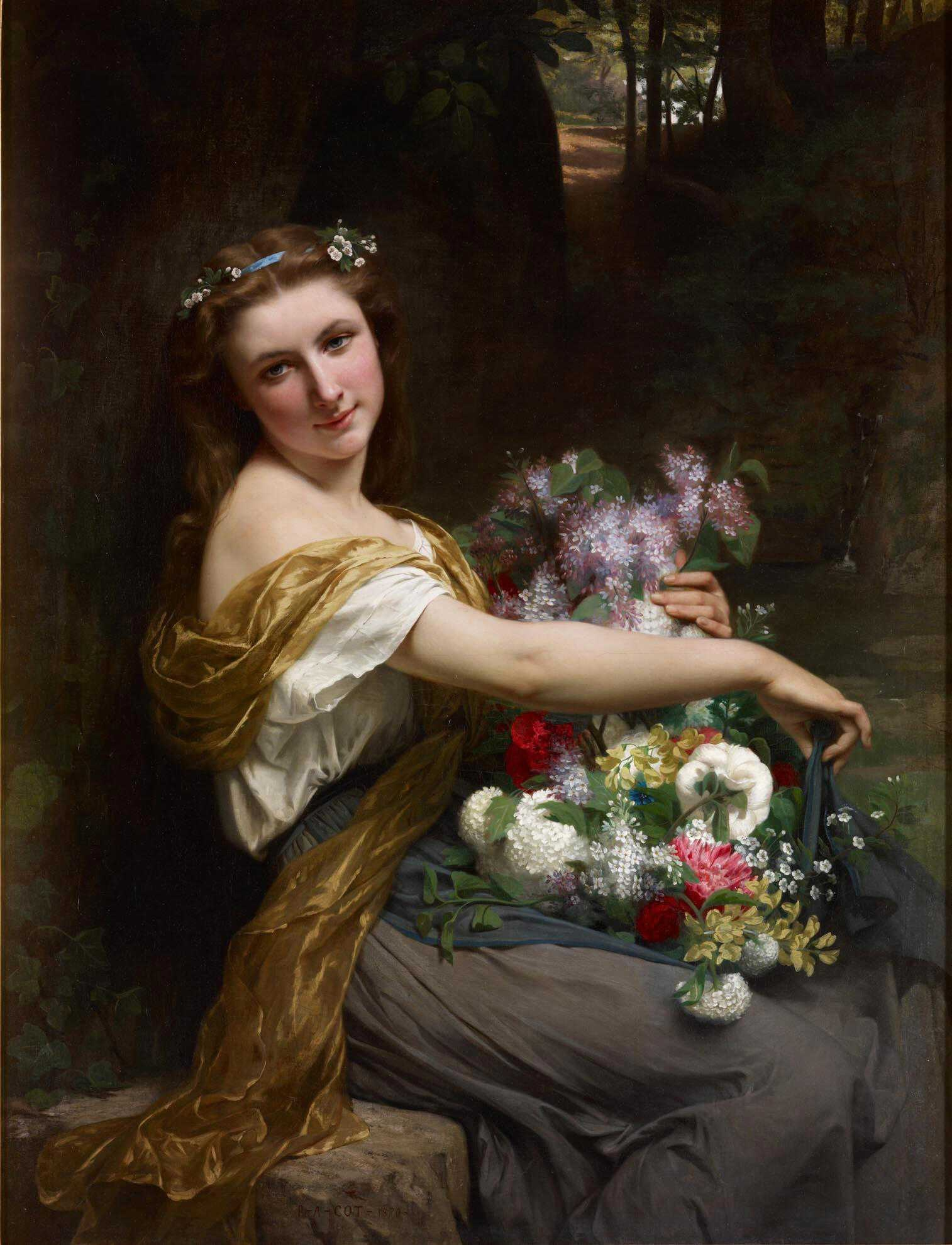
Девушка с букетом цветов (Дионисия). 1870. Холст, масло. Музей Цимэй, Тайвань
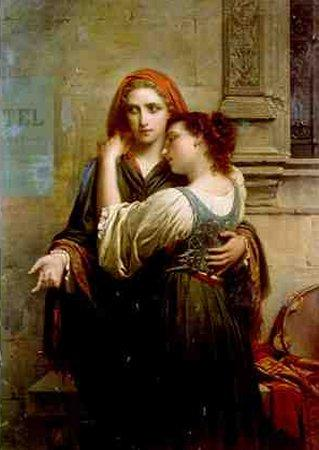
Молодые уличные музыканты. Ок. 1870. Частное собрание
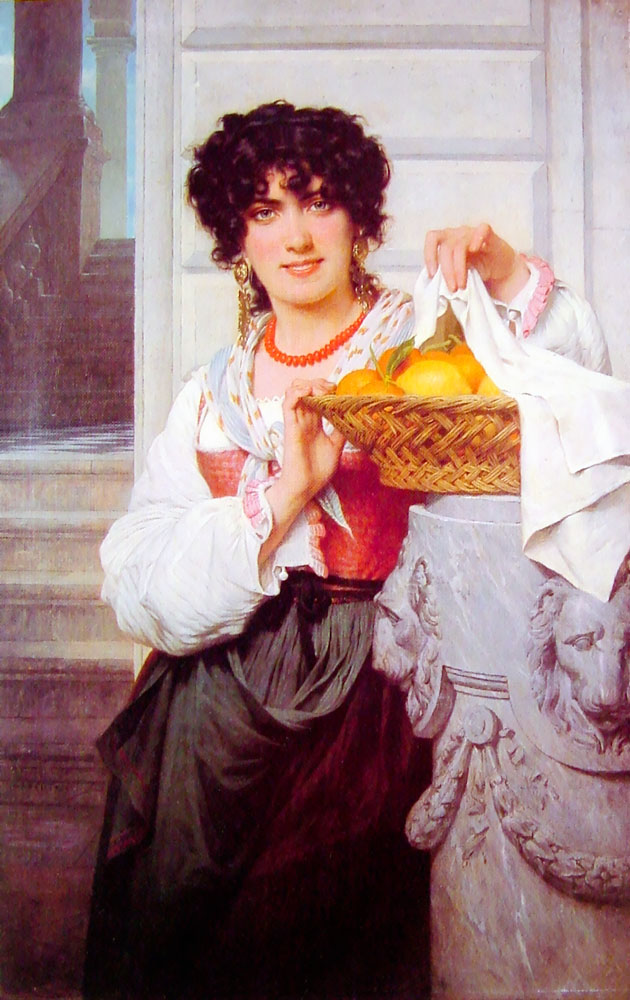
Девушка с корзиной апельсинов и лимонов. 1871. Холст на дереве, масло. Частное собрание
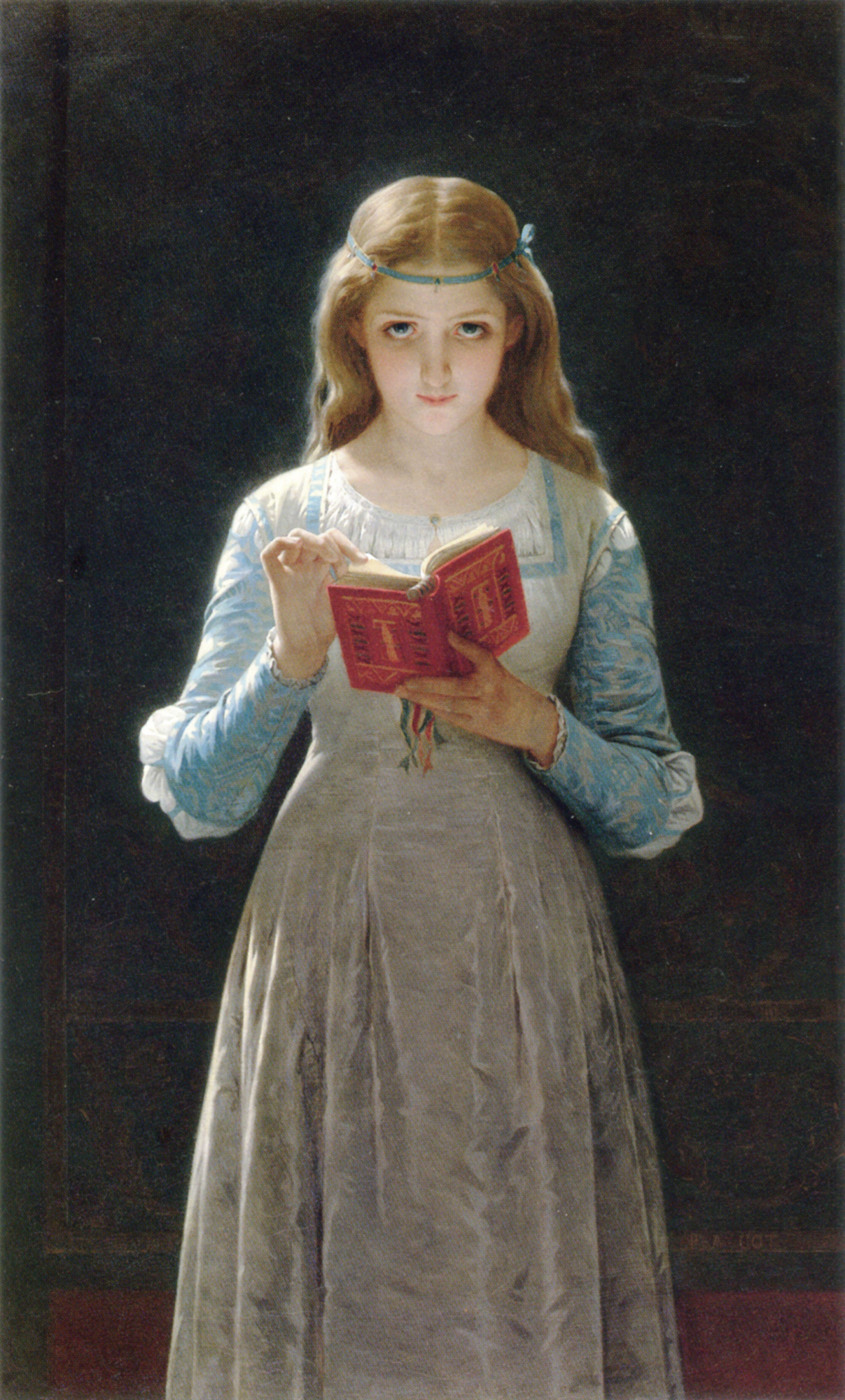
Минутка для размышления, или Офелия. 1870. Холст, масло. Частное собрание